# Rossz cicus
A Rossz cicus (törökül: Kötü Kedi Şerafettin, angolul: Bad Cat) 2016-os számítógépes animációs török akciófilm, amely az azonos című képregénysorozaton alapul. Az Anima İstanbul által készített animáció rendezői Mehmet Kurtuluş és Ayşe Ünal.
Törökországban 2016. február 5-én mutatták be a mozikban.